# Hagby distrikt, Småland
Hagby distrikt är ett distrikt i Kalmar kommun och Kalmar län.
Distriktet ligger söder om Kalmar.

## Tidigare administrativ tillhörighet
Distriktet inrättades 2016 och utgörs av socknen Hagby i Kalmar kommun.
Området motsvarar den omfattning Hagby församling hade vid årsskiftet 1999/2000.